# San Antonio de las Vegas
San Antonio de las Vegas es una localidad cubana del municipio de San José de las Lajas, en la provincia de Mayabeque.

## Historia
En el Censo de 1858 el pueblo tenía contabilizada una población de 539 habitantes. Aparece descrito en el cuarto tomo del Diccionario geográfico, estadístico, histórico, de la isla de Cuba de Jacobo de la Pezuela de la siguiente manera:

San Antonio de las Vegas. (pueblo de) Pueblo compuesto de 114 casas con 539 habitantes, cabeza del Part.º de su nombre recien segregado al del Quivican, en terreno bastante llano, agradable y bien regado, principalmente por el rio que tambien lo lleva y le deja á la derecha. Fué fundado hácia 1806, y se halla á orillas del camino de Bejucal  á los Güines, debiendo su nombre á las antiguas vegas que florecieron en la época de la Real Factoría. El Censo del 41 le señalaba con 553 habitantes y con 583 el Censo Estadístico de 1846; 392 blancos, 114 de color libres y 77 esclavos, en 4 casas de mampostería, 3 de madera y 86 de guano, que forman tres calles, y en ellas botica, herrería, sastrería, 3 tiendas de ropa, 3 mistas y 2 panaderías. El último Censo de 1858 le presentaba con 539 habitantes de toda edad, color y sexo. La iglesia es de mampostería, abonando la Hacienda para su fábrica y entretenimiento 300 ps. fs. anuales. Su culto está servido por un cura párroco, que es de ingreso, al que le abona la Hacienda 75 ps. fs. 6 cs. para cubrir su consignacion, y de un sacristan mayor con 350 ps. fs. Es residencia de un capitan pedáneo. Se halla a la izquierda del ferro-carril de Güines como á una legua al N. del paradero de Duran, al O. de aquella villa; sobre 1 1/2 leguas al N. N. E. de Quivican; como á 3 1/2 al S. E. de Bejucal, y á unas 10 de la Habana en la propia direccion. Hay una escuela gratuita de primeras letras para varones, costeada por los fondos municipales. La administracion de correos de este punto es de 3.ª clase, y á cargo de un administrador con el sueldo de 300 ps. fs. anuales. Le abona la Hacienda además para gastos de material y escritorio.
(Pezuela, 1866, p. 419)